# Anii 680 î.Hr.
Milenii: Mileniul al II-lea î.Hr. - Mileniul I î.Hr. - Mileniul I
Secole: Secolul al VIII-lea î.Hr. - Secolul al VII-lea î.Hr. - Secolul al VI-lea î.Hr.
Decenii:Anii 710 î.Hr. Anii 700 î.Hr. Anii 690 î.Hr. Anii 680 î.Hr. Anii 670 î.Hr. Anii 660 î.Hr. Anii 650 î.Hr.
Ani: 685 î.Hr. 684 î.Hr. 683 î.Hr. 682 î.Hr. 681 î.Hr. - 680 î.Hr. - 679 î.Hr. 678 î.Hr. 677 î.Hr. 676 î.Hr. 675 î.Hr.
Anii 680 î.Hr. - reprezintă perioada 689 î.Hr. - 680 î.Hr.